# Serino-Aquädukt
Als Serino-Aquädukt wird eine antike römische Wasserleitung in Kampanien bezeichnet. Sie führte von einer Quelle bei Serino am Vesuv vorbei über Neapel und Puteoli bis zur römischen Flottenbasis Misenum. An ihrem Ende befanden sich die Piscina mirabilis und kleinere Zisternen. Die vermutete Route von Serino bis Misenum hat eine Länge von 96 km, mit Seitenästen hat das Leitungssystem eine Länge von 145 km.

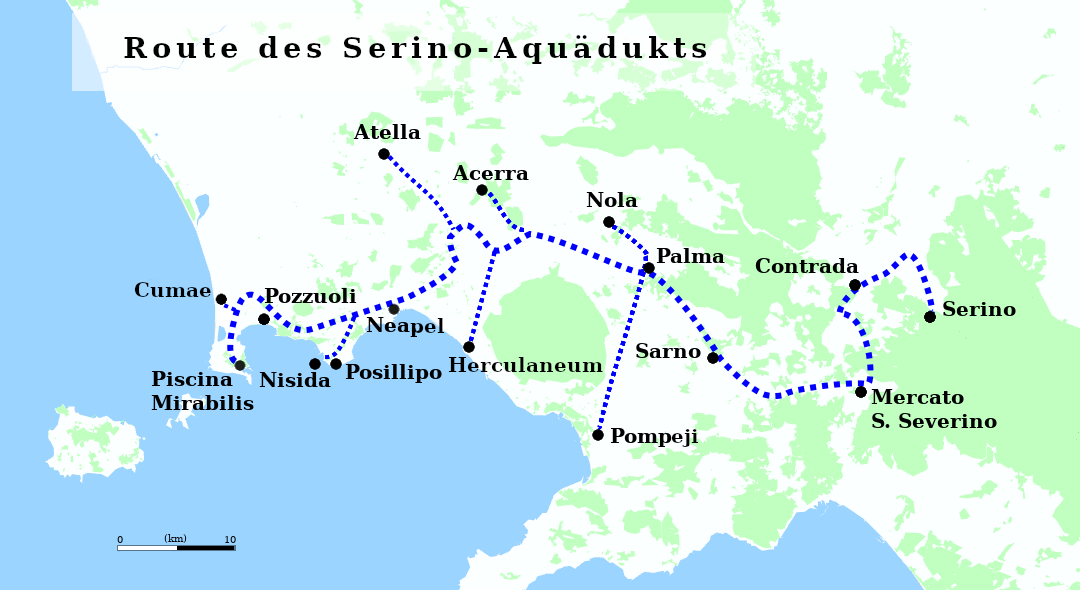
Vermutete Route des Serino-Aquädukts nach de Feo

Der antike Name der Leitung ist nicht genau bekannt. Vermutlich trug sie den Namen aqua Augusta, da eine Inschrift aus Puteoli einen curator aquae Augustae erwähnt und eine spätantike Inschrift ihre Quelle als fons Augusteus bezeichnet. Der Name aqua Augusta wurde auch für zahlreiche andere Wasserleitungen im römischen Reich benutzt. Demnach wurde sie unter Augustus gebaut, vielleicht unter Beteiligung von dessen Vertrautem Marcus Vipsanius Agrippa, der mehrere Wasserleitungen zur Stadt Rom bauen oder erneuern ließ.
Im Roman Pompeii von Robert Harris wird der Ingenieur Marcus Attilius Primus im Jahre 79 n. Chr. kurz vor dem Ausbruch des Vesuvs nach Misenum geschickt, um die Aufsicht über den Aqua Augusta genannten Aquädukt zu übernehmen.